# Moskeer i Danmark
Der var i 2017 omkring 170 moskeer i Danmark, hvor danske muslimer kan samles til fællesbøn og andre aktiviteter. Heraf var ca. 150 moskeer (omkring 85 %) sunnimuslimske, hvilket svarer meget godt til andelen af sunnimuslimer blandt alle muslimer såvel i Danmark som på verdensplan.[kilde mangler] Desuden er der ifølge rapporten Moskeer i Danmark II fra 2017 af Aarhus Universitet 20 shiamuslimske moskeerog to moskeer tilknyttet ahmadiyya-bevægelsen.De fleste moskeer har relativt få år på bagen og afspejler dermed, at islam i Danmark er en ret ung religion. Ofte er moskeerne orienteret mod en bestemt herkomstgruppe som eksempelvis dansk-tyrker, dansk-pakistanere eller personer med arabisk afstamning.
De danske moskeers udvikling i de seneste år afspejler, at det muslimske miljø efterhånden bliver mere veletableret og tilpasser sig en dansk sammenhæng. Således sker der en institutionalisering i form af bl.a. en foreningsstruktur med bestyrelser, generalforsamlinger og medlemmer, der ikke er udbredt de fleste steder i den muslimske verden.Der anvendes også i stigende grad dansk som prædikesprog i moskeerne, enten direkte eller i form af et resume af prædikenen, ligesom etableringen af en egentlig dansk imam-uddannelse er et spørgsmål, der diskuteres i nogle dansk-muslimske grupper.Ligeledes er moskeernes arkitektur begyndt at afspejle de lokale traditioner. Således er den store københavnske moske i Rovsingsgade fra 2014 af den danske arkitekt Metin Lindved Aydin opført som en bevidst syntese mellem nordisk minimalisme og en traditionel mellemøstlig byggestil for at kunne passe bedre ind i omgivelserne. Et mere kontroversielt eksempel er etableringen af Mariam Moskeen i København i 2016 som den første moske i Skandinavien, der kun henvender sig til muslimske kvinder og ledes af en kvindelig imam.
Der var i 2017 ca. 300.000 muslimer i Danmark. Antallet af muslimer per moske svarer dermed til antallet af medlemmer af Folkekirken pr. kirke, mens en anden minoritetsreligion, den romerskkatolske kirke i Danmark, til sammenligning har mere end dobbelt så mange kirker pr. medlem.

## Undersøgelser af danske moskeer
Der findes fire videnskabelige undersøgelser af det danske moskemiljø: Jørgen Bæk Simonsens bog Islam i Danmark fra 1990, der beskrev de tyrkiske, marokkanske og pakistanske (sunnimuslimske) moskemiljøer, men ikke forsøgte at inkludere alle moskeer i undersøgelsen. I 1994 forsøgte lektor Tim Jensens religionsguide at inddrage alle danske moskeer og give hver af dem et par ord med på vejen i sin kortlægning. De seneste undersøgelser er Lene Kühles rapport Moskeer i Danmark fra 2006 og opfølgningen på denne af Lene Kühle og Malik Larsen i 2017 med navnet Moskeer i Danmark II.

## Historie
Den første danske moske, der blev bygget til formålet, er ahmadiyya-bevægelsens Nusrat Djahan-moske i Hvidovre, der blev opført i 1967. Den blev primært etableret af danske konvertitter, men blev også anvendt af muslimer, der ikke tilhørte ahmadiyya-bevægelsen, indtil både Den Muslimske Verdensliga og den pakistanske stat i 1974 erklærede, at ahmadiyya stod udenfor islam.
Ellers var de første danske moskeer typisk "husmoskeer", der blev dannet i private hjem eller lejede eller lånte lokaler i kældre eller små lejligheder i København, Fredericia og Svendborg til brug for gæstearbejderne, som kom til Danmark i årene omkring 1970. Derudover blev nogle af de tidligste danske moskeer oprettet som et eksempel på det, der kaldes "ambassade-islam", dvs. de havde en direkte relation til nogle af de islamiske lande og disses ambassader. Det gjaldt således den anden synlige danske moske efter Nusrat Djahan-moskeen, Islamisk Kulturcenter på Horsebakken i København. Kulturcenteret startede i lejede lokaler i Søgade, fik fra 1974 en imam sendt og betalt fra Libyen, og købte i 1976 ejendommen på Horsebakken, hvor det stadig holder til.
Efterhånden som antallet af danske muslimer er steget, er der også blevet flere moskeer, og de eksisterende moskeer er blevet mere veletablerede. Et tegn på denne konsolidering er nybyggeriet af flere moskeer efter årtusindskiftet. Det gælder således den markante sunni-moske i Rovsingsgade i København ifm. Hamad Bin Khalifa Civilisation Center, tegnet af den dansk-tyrkiske arkitekt Metin Aydin og indviet i 2014, og den shiitiske Imam Ali-moske på Vibevej i København, der indviedes året efter. Ved moskeen i Rovsingsgade er samtidig den første danske minaret blevet bygget. I Aarhus åbnede i 2016 en nyopført moske på Sintrupvej i Brabrand. I maj 2018 blev den tyrkiske Ayasofya-moské indviet på Allehelgensgade i Roskilde.

## Inddeling
Det er karakteristisk for de danske moskeer, at langt de fleste sunnimuslimske, og i lidt mindre omfang shiamuslimske, moskeer i praksis er tilknyttet og især henvender sig til et bestemt etnisk eller sprogligt miljø blandt de danske muslimer. Rapporten Moskeer i Danmark II nævner seks forskellige sunnimuslimske moskemiljøer, nemlig de tyrkiske (41 moskeer), arabiske (39), pakistanske (16), somaliske (16), bosniske (13) og afghanske (4). Derudover var der ni moskeer, som enten var orienteret imod en meget lille etnisk gruppe (to albanske, en serbisk og en indonesisk) eller hvis ledelse og brugere kom fra så forskellige etniske baggrunde, at moskéen ikke kunne siges at tilhøre et bestemt etnisk miljø. Det gjaldt Dansk Islamisk Center, den nye kvindemoske Mariam Moskeen, Dansk Muslimsk Venskabsforening i Vordingborg, Musallah i Vollsmosecenteret samt Masjid al-Faruq (også kendt som Hizb ut-Tahrirs moske). 
De 20 danske shiamuslimske moskeer blev opdelt i 12 irakisk orienterede, 4 afghanske, 2 pakistanske, en iransk/blandet (Imam Ali-moskeen) og en ismailittisk (syver-shiitisk).

## Moskeernes organisation
De fleste danske moskeer eksisterer som del af en forening, og selve moskerummet er blot en del af en række lokaler, som bruges til sociale sammenkomster. I mange tilfælde er de organiseret som en selvejende stiftelse, der evt. kan have flere moskeer tilknyttet. Konstruktionen med en selvejende fond eller stiftelse svarer til det islamiske wakf, som spiller en stor rolle i den muslimske tradition. Ca. 30 % af de sunnitiske moskeer er ejet af en fond. Det gælder især det store flertal af de tyrkisk-orienterede moskeer, der er ejet af Dansk Tyrkisk Islamisk Stiftelse (Diyanet). Andre 30 % ejer deres lokaler via en anden juridisk konstruktion, og de sidste 40 % holder til i lejede lokaler.
I de fleste danske moskeer er imamerne frivillige, der arbejder uden løn. Ca. en tredjedel af de danske sunni-moskeer har en aflønnet imam. De fleste af disse tilhører Diyanet-moskeerne, hvor organisationen betaler imamernes løn. Et tilsvarende antal af imamerne (en tredjedel) er udlændinge med visum til Danmark (hvor Diyanet-moskeerne igen står for langt de fleste), mens to tredjedele er herboende muslimer. Uddannelsesmæssigt skønnes det, at ca. 70 % af imamerne ved de danske moskeer har en religiøs uddannelse.I knap tre fjerdedele af moskeerne foregår fredagsprædikenen på modersmålet for den etniske gruppe, som følger mest i moskeen, ofte med et efterfølgende resume på dansk. I den sidste fjerdedel foregår prædikenen ofte eller altid helt eller delvis på dansk. Antallet af moskeer, hvor der anvendes dansk som prædikesprog, er klart stigende. I 2006 gjaldt det således kun 13 % af moskeerne mod 27 % i 2017. Anvendelsen af dansk skyldes ofte pragmatiske årsager, som at tilhørerne tilhører en yngre generation eller har andre etniske baggrunde, som gør, at de ikke forstår det alternative sprog så godt. Omvendt er brugen af dansk ikke en praktisk mulighed for de moskeer, som f.eks. Diyanet-moskeerne, der betjener sig af en udenlandsk imam på visum. I nogle tilfælde skyldes brugen af dansk et aktivt ideologisk valg. Det gælder således Dansk Islamisk Center, som i mange år kaldte sig Danmarks eneste dansksprogede moské, men nu har følgeskab af en række andre. I Københavnsområdet findes der således tre pakistanske moskeer, som har valgt at afholde deres prædikener på dansk.

## Deltagelse i bønnerne
Det skønnes, at ca. 21.000-25.000 sunnitter deltager i fredagsbønnen i en moske (heraf omkring 10.000 i de arabiske, 7.000 i de tyrkiske og 3.000 i de pakistanske miljøer). Et noget mindre antal (mellem 6.000 og 9.000) deltager i bønnerne i moskeen på andre dage, mens fejringen af eid to gange om året, der begge afsluttes med en fællesbøn og prædiken, samler betydeligt større mængder og derfor ofte afholdes udendørs, f.eks. i en park eller på en idrætsplads.
I det danske shiamuslimske niveau er aktivitetsniveauet til daglig noget lavere, også relativt til det skønnede antal shiamuslimer i Danmark. Det anslås, at de shiamuslimske moskeer samler mellem 250 og 400 bedende i hverdagen og mellem 500 og 1.000 personer om torsdagen og/eller fredagen.